# Salem (Arkansas, Fulton megye)
Salem város az USA Arkansas államában, Fulton megyében, melynek megyeszékhelye is. Lakosainak száma 1566 fő (2020. április 1.).

## Népesség
A település népességének változása:
| Lakosok száma | 86   | 1591 | 1635 | 1566 |
|               | 1880 | 2000 | 2010 | 2020 |